# Magenta, Italien
Magenta är en ort och kommun i storstadsregionen Milano, innan 31 december 2014 i provinsen Milano, i Lombardiet i norra Italien. Kommunen hade 24 002 invånare (2018) och gränsar till kommunerna Boffalora sopra Ticino, Cerano, Corbetta, Marcallo con Casone, Robecco sul Naviglio och Santo Stefano Ticino.
I Magenta fanns tidigare Italiens största tändsticksfabrik.